# Мервін Арчделл Еллісон
Мервін Арчделл Еллісон (англ. Mervyn Archdall Ellison; 5 червня 1909 — 12 вересня 1963) — ірландський астроном, член Единбурзького королівського товариства (1948).
Родився в Фетард-он-Сі (Вексфорд). У 1931 закінчив Триніті-коледж у Дубліні. У 1947—1958 працював у Королівській обсерваторії в Единбурзі, з 1958 — директор Дансинкської обсерваторії.
Наукові роботи відносяться до сонячної фізики. Сконструював спектрогеліоскоп і проводив з ним у 1940-х роках регулярні спостереження Сонця у власній обсерваторії, які потім продовжив в Единбурзькій і Дансинкській обсерваторіях. Отримав багато цінних спектральних спостережень спалахів, протуберанців та інших сонячних утворень, побудував велику кількість кривих розвитку спалахів. Вивчав зв'язок сонячних і геофізичних явищ; керував виданням щоденних карт сонячної активності під час Міжнародного геофізичного року. На російську мову переведена книга Еллісона «Сонце і його вплив на Землю» (1959).
Кратер Еллісон на Місяці названий на його честь.